# HD244099
HD244099 є хімічно пекулярною зорею спектрального класу
B9 й має видиму зоряну величину в смузі V приблизно 11,0.